# Kern Valley State Prison
Kern Valley State Prison är ett delstatligt fängelse för manliga intagna och är belägen i staden Delano, Kalifornien i USA, strax sydväst om ett annat fängelse i North Kern State Prison. Fängelset förvarar intagna som är klassificerade för säkerhetsnivån "maximal". Kern Valley har en kapacitet på att förvara 2 448 intagna men för den 18 maj 2022 var det överbeläggning och den förvarade 3 134 intagna.

## Historik
På slutet av 1990-talet drev Kaliforniens delstatslegislatur genom ett dekret, om att uppföra ett nytt fängelse i Delano, och som signerades av Kaliforniens guvernör Gray Davis (D) 1999. Det ledde dock till rättsliga strider mellan delstaten och miljöorganisationer de efterföljande tre åren. Fängelset uppfördes mellan 2002 och 2005 till en totalkostnad på 379 miljoner amerikanska dollar. Kern Valley invigdes den 15 juni 2005.